# Vielle-Soubiran
Vielle-Soubiran är en kommun i departementet Landes i regionen Nouvelle-Aquitaine i sydvästra Frankrike. Kommunen ligger i kantonen Roquefort som tillhör arrondissementet Mont-de-Marsan. År 2022 hade Vielle-Soubiran 224 invånare.

## Befolkningsutveckling
Antalet invånare i kommunen Vielle-Soubiran
Referens:INSEE